# Scred Connexion
Scred Connexion ist eine französische Hip-Hop-Gruppe. Sie besteht aus den fünf Rappern Fabe, Morad, Mokless, Haroun und Koma.

## Bandgeschichte
1994 lernten sich die fünf Rapper Fabrice Patrick „Fabe“ Leloup, Morad Nafa († 2023), Mokeless Masmoudi, Haroun Bouchellouf und Ahmed Koma in Barbès im 18. Arrondissement von Paris kennen. Sie wurden schnell ein Teil der Pariser Rapszene. Insbesondere Fabe, der zu dieser Zeit bereits einen Namen als Rapper hatte, begann die Crew zu etablieren. Dementsprechend traten die anderen Mitglieder erstmals auf seinem Album Detournement de son… auf. Bevor sie ihre erste eigene Veröffentlichung als Crew hatten, fiel ihr Name auf dem Minialbum Tout est calculé von Koma und kurze Zeit später auf La vie de quartier. Zu dieser Zeit waren sie noch ein Trio. 1998 traten sie als Quintett auf der Kompilation Opération Freestyle auf. 2000 erschien die Single Tranchants / Partis De Rien sowie das Mixtape Scred Selexion 99/2000. Fabe, der zum Islam konvertierte, verließ die Gruppe im selben Jahr, um Theologie in Québec (Kanada) zu studieren.
2002 erschien das erste offizielle Album Du mal à se confier, das ihnen mit Platz 110 erste Achtungserfolge in den französischen Albencharts einbrachte. Im selben Jahr legten sie mit dem zweiten Mixtape Scred Selexion 2 nach. 2009 erschien das zweite Album Ni vu, ni connu, das Platz 33 der französischen Charts erreichte.
Neben den gemeinsamen Veröffentlichungen erschienen auch eine Reihe von Soloalben der einzelnen Mitglieder. Seit 2014 betreiben sie mit Scred Radio ihr eigenes Internet-Radio und eröffneten ein Ladengeschäft in ihrem Wohnort.

## Diskografie

### Alben
- 2001: Du mal à s'confier (Scred Connexion, Chronowax)
- 2009: …Ni vu…ni connu (Fredi France Prod)

### Kompilationen
- 2000: Scred Selexion 99/2000 (Scred Connexion, Chronowax)
- 2002: Scred Selexion 2 (Discograph, Scred Productions)
- 2006: Scred Selexion Vol.3 – Special Mokless  (Scred Connexion)
- 2010: Barbes All Star (Discograph)

### Singles & Eps
- 1999: Bouteille de Gaz (12’’, Scred Connexion)
- 2000: Tranchants / Partis De Rien (12’’, Société Nouvelle Areacem)
- 2008: Indomptés (EP/2LP. Menace Records/Baccara Records)

### Weitere Veröffentlichungen
Aufgezählt werden nur die Veröffentlichungen ihres eigenen Labels.
- 1997: Koma – Tout est calculé
- 1999: Koma – Le Reveil
- 2001: Haroun – Au Front
- 2002: Morad – Le Survivant
- 2006: Mokless – Coup de maitre
- 2010: Morad – Le bon vieux son
- 2011: Mokless – Le poids des mots